# Santebal
Santebal je bila kamboška tajna policija, ki so jo upravljali Rdeči Kmeri, člani komunistične partije Kambodže. Njeno ime je mešanica dveh besed: sântĕsŏkh (សន្ដិសុខ [ˈsɑntesok]), kar pomeni "varnost" in nôkôrôbal (នគរបាល, kar pomeni "nɐ˓ɔˈ], kar pomeni "nɐ˓lice".  
Santebal je bila zadolžena za notranjo varnost in vodenje zaporniških taborišč, kot je Tuol Sleng (S-21), kjer je bilo na tisoče ljudi zaprtih, zaslišanih, mučenih in usmrčenih. Bila je del organizacijske strukture Rdečih Kmerov veliko pred 17. aprilom 1975, ko so Rdeči Kmeri prevzeli nadzor nad državo. V času svojega vladanja od leta 1975 do 1979 je Santebal v zapor Tuol Slengu zaprla približno 20.000 Kambodžanov. Od tega števila je znano, da je preživelo le sedem odraslih. Vendar je bil zapor Tuol Sleng le eden od vsaj 150 usmrtitvenih centrov v državi.